# Masayuki Ochiai
Masayuki Ochiai (jap. 落合 正幸 Ochiai Masayuki; ur. 11 lipca 1981) – japoński piłkarz występujący na pozycji obrońcy.

## Kariera klubowa
Od 2000 do 2011 roku występował w klubach Kashiwa Reysol, Sagan Tosu, Kawasaki Frontale i Tochigi SC.